# 咲-Saki- オリジナルサウンドトラック
『咲-Saki- オリジナルサウンドトラック』（さき オリジナルサウンドトラック）は、テレビアニメ『咲-Saki-』のサウンドトラックである。2009年10月7日にGloryHeavenから発売された。
2012年7月25日には外伝作品である『阿知賀編』のサウンドトラックである『咲-Saki-阿知賀編 episode of side-A オリジナルサウンドトラック』が発売された。
2014年3月26日にテレビアニメ第3作『全国篇』のサウンドトラックである『咲-Saki- 全国編 オリジナルサウンドトラック』が発売された。

## 咲-Saki- オリジナルサウンドトラック
テレビアニメ第1作のBGMが収録されている。CDジャケットには清澄高校メンバーである宮永咲、原村和、片岡優希、染谷まこ、竹井久の5人が描かれている。音楽は渡辺剛が担当している。

### 収録曲（第1作）
1. トキメキのとき [1:53]
2. 麻雀部でのひととき [1:34]
3. 高校生活 -清澄- [1:40]
4. なごやかな日常 [1:35]
5. メイド喫茶 [1:49]
6. ドタバタ [1:38]
7. introduction [1:46]
8. 咲 -学校- [1:42]
9. 懐かしい気持ち [1:44]
10. 和 -優等生- [1:48]
11. あの時の気持ち [1:56]
12. タコス・コタ [1:36]
13. 優希 -だじぇー- [1:47]
14. あの時は… [1:58]
15. 包み込まれて- [2:16]
16. 良い子といっしょ [1:39]
17. お嬢様というものは- [1:47]
18. 思いやりと優しさ [1:59]
19. 屈折した想い [1:46]
20. 越えられない壁 [1:36]
21. 悔しさ [2:02]
22. 試合前 [1:39]
23. 打 [1:45]
24. 手のうち [2:19]
25. 颯爽と [1:41]
26. 攻勢 [2:24]
27. 神格 [2:19]
28. 圧倒的な力を目前として [2:00]
29. 神の領域 [2:02]
30. 神か悪魔か [1:41]
31. この一手で [1:38]
32. 勝利へ -決意- [1:54]
33. ヒロイックスター [1:59]
34. 戦いの後には… [1:43]
35. 家族の思い出 [1:30]
36. ちょっと前までは- [1:56]
37. 二人の約束 [1:44]
38. Glossy:MMM（アレンジver.） [1:54]
作曲・編曲：虹音 / 歌：橋本みゆき

## 咲-Saki- 阿知賀編 オリジナルサウンドトラック
テレビアニメ第2作・阿知賀編のBGMが収録されている。CDジャケットには阿知賀女子学院メンバーの高鴨穏乃、新子憧、松実玄、松実宥、鷺森灼の5人が描かれている。音楽は渡辺剛が担当している。

### 収録曲（阿知賀編）
1. 桜咲く吉野
2. 穏乃のテーマ
3. 麻雀やってみようか
4. こども麻雀教室
5. 宥のテーマ
6. 阿知賀女子学院麻雀部
7. みんなといると楽しい…っ
8. 練習試合
9. 千里山女子
10. 希望
11. 全国大会へ…!
12. 選手入場
13. 試合開始
14. ドラゴンロード
15. 勝利
16. ノスタルジー
17. 友情
作曲：山口朗彦 / 編曲：渡辺剛
18. 怜の想い
19. 挫折
20. 一巡先を見る者
21. 心理戦
22. 絶望
23. 追撃
24. 大丈夫だよ
25. うちらだって強い!
26. 宮永照
27. ダブル! ふたつ先へ…!
28. 驚愕
29. 改変完了…!
30. 消耗
31. 絆
作曲：山口朗彦 / 編曲：渡辺剛
32. 竜華と怜
33. 決めの戦
34. MIRACLE RUSH（TV Size）
作詞：こだまさおり / 作曲・編曲：山口朗彦 / 歌：StylipS
35. SquarePanicSerenade（TV Size）
作詞・作曲・編曲：ZAQ / 歌：高鴨 穏乃（悠木碧）、新子憧（東山奈央）、松実玄（花澤香菜）、松実宥（MAKO）、鷺森灼（内山夕実）
36. Futuristic Player（TV Size）
作詞・作曲・編曲：ZAQ / 歌：橋本みゆき

## 咲-Saki- 全国編 オリジナルサウンドトラック
テレビアニメ第3作・全国編のBGMが収録されている。CDジャケットには清澄高校メンバーである宮永咲、原村和、片岡優希、染谷まこ、竹井久の5人が描かれている。音楽は渡辺剛が担当している。

### 収録曲（全国編）
Disc 1
1. ここから全てが…
2. 全国の強豪校
3. インハイレディオ
4. 来ちゃいました〜！
5. 永水女子
6. 仙女たちの戯れ
7. 宮守女子
8. 座敷わらし
9. Aislinn Wishart
10. 姫松団
11. 姫松ロカビリー
12. 抽選会
13. 決意
14. 霧島神境の姫
15. 迷い家
16. 悪石の巫女
17. 山姫
18. 苦戦
19. 合同合宿
20. 合宿の思い出
21. 高遠原
22. 全国編テーマ

Disc 2
1. 出撃
2. 余韻
3. 姉妹の絆
4. ぽわ〜
5. 闘魂
6. 辻垣内智葉
7. 封印
8. 脅威
9. 家路
10. 秘密
11. 戦い終わって
12. 海へ
13. インハイ激闘ダイジェスト
14. 次のステージへ
15. New SPARKS!（TV Size）
作詞 - 畑亜貴 / 作曲 - fandelmale（Arte Refact）/ 編曲 - 酒井拓也（Arte Refact）/ 歌 - 橋本みゆき
16. TRUE GATE（TV Size）
作詞 - 畑亜貴 / 作曲・編曲 - 酒井拓也（Arte Refact）/ 歌 - 橋本みゆき
17. この手が奇跡を選んでる 宮守女子高校 Ver.（TV Size）
作詞・作曲・編曲 - ZAQ / 歌 - 宮守女子高校［小瀬川白望（長妻樹里）、エイスリン・ウィッシュアート（水野マリコ）、鹿倉胡桃（豊田萌絵）、臼沢塞（佐藤利奈）、姉帯豊音（内田真礼）］
18. この手が奇跡を選んでる 永水女子高校 Ver.（TV Size）
作詞・作曲・編曲 - ZAQ / 歌 - 永水女子高校［神代小蒔（早見沙織）、狩宿巴（赤﨑千夏）、滝見春（水橋かおり）、薄墨初美（辻あゆみ）、石戸霞（大原さやか）］
19. この手が奇跡を選んでる 姫松高校 Ver.（TV Size）
作詞・作曲・編曲 - ZAQ / 歌 - 姫松高校［上重漫（伊達朱里紗）、真瀬由子（佳村はるか）、愛宕洋榎（松田颯水）、愛宕絹恵（中津真莉子）、末原恭子（寿美菜子）］